# Couvent des Carmélites de Pamiers
Pour les articles homonymes, voir couvent des Carmélites.
Le monastère des Carmélites de Pamiers est un édifice situé dans la ville de Pamiers, en Occitanie dans l'Ariège. Les premières carmélites sont arrivées à Pamiers le 29 juin 1648. Le monastère a fermé en 2008.

## Historique

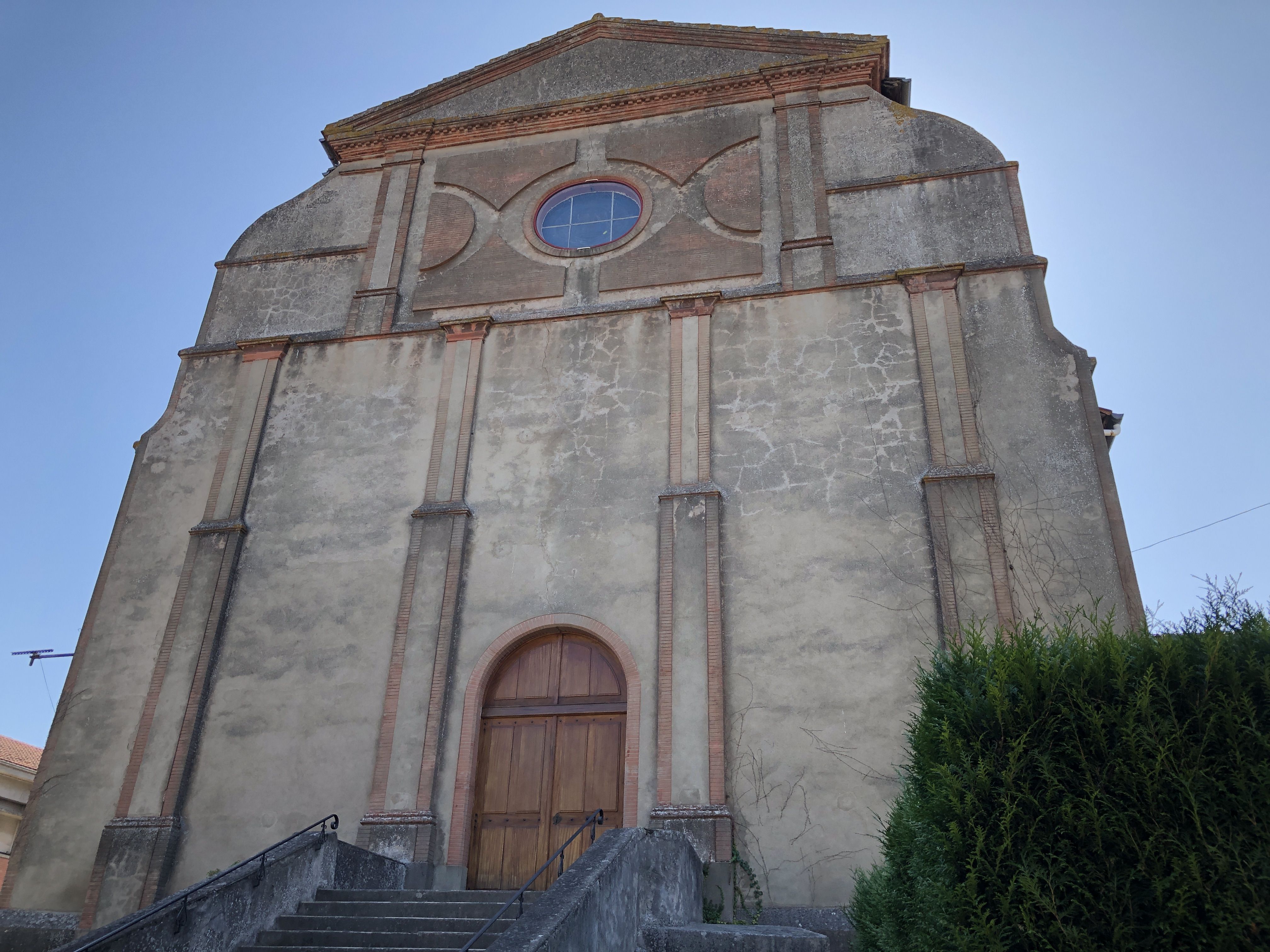
Façade du couvent.

L'évêque de Pamiers, François de Caulet, a appelé l'établissement à Pamiers d'un monastère de Carmélites réformées par sainte Thérèse d'Avila. L'Ordre des carmélites réformées par sainte Thérèse d'Avila est indépendant de l'Ordre des Carmes déchaux. Pierre de Bérulle a fondé avec Barbe Acarie leur premier couvent, le couvent des Carmélites du faubourg Saint-Jacques, à Paris.
Le couvent des Carmélites d'Auch a été fondé en 1630. À exhortation de l'évêque de Pamiers, et suivant la décision du conseil de l'Ordre dirigé alors par les Pères de l'Oratoire, les Carmélites ont demandé aux consuls de Pamiers la permission de s'établir à Pamiers. Ils l'accordèrent le 24 février 1648 aux mêmes conditions de celles qu'ils avaient imposées aux Ursulines. Le supérieur de l'Oratoire, le père Gibienf, a désigné le 1er mai la Mère de la Sainte-Trinité pour aller établir le couvent de Pamiers.
Avant d'aller à Pamiers, la Mère de la Sainte-Trinité a envoyé à Pamiers M. de la Tronquette, père d'une de ses religieuses pour aplanir, en concert avec l'évêques, quelques difficultés qui s'étaient présentées. Après être passée à Toulouse pour prendre dans le couvent une religieuse, une novice et une converse pour renforcer son groupe qui n'avait que quatre religieuses venues de Pamiers. Les religieuses sont arrivées à Pamiers le 29 juin. Elles sont accueillies par la population et par l'évêque qui les a conduites à la maison du XIIIe siècle, place du Mercadal, qui était destinée aux Carmélites et y a déposé le Saint Sacrement. Le monastère est dédié au Sauveur-Jésus. Il est cinquante-septième monastère de l'ordre en France.
L'évêque a donné aux Carmélites la vieille tour de l'Évêque et le jardin qui jouxtent la maison ainsi que 3 000 livres. Les Carmélites ont alors reçu de nombreux dons en plus des dots des nouvelles religieuses. Les Carmélites ont acheté la première maison, puis, peu à peu d'autres maisons qui jouxtaient celle-ci. Le couvent est visité le 28 mai 1652 par Michel Seugier, prêtre de l'Oratoire. Il y trouve 14 professes et une novice établies dans une petite maison achetée à l'archidiacre de Mascaron et deux maisons achetées par l'évêque. Une chapelle provisoire y avait été installée.
En 1661, les consuls de la ville ont donné aux Carmélites une partie de la rue passant derrière la maison de ville et donnant sur la tour de l'Évêque. Le 17 juin 1762, le chapitre assemblé en présence de l'évêque a ratifié le don qu'il avait fait de la tour et du jardin de l'évêque pour permettre de compléter la clôture du monastère. Le 28 octobre 1664, les consuls ont donné aux Carmélites une portion de rue descendant du collège vers Piconnières et séparant leur enclos de la maison qu'elles avaient acquise du sieur de Saint-Amans, à condition qu'elles ouvrent une nouvelle rue. La rue de la chapelle a été terminée en 1699.

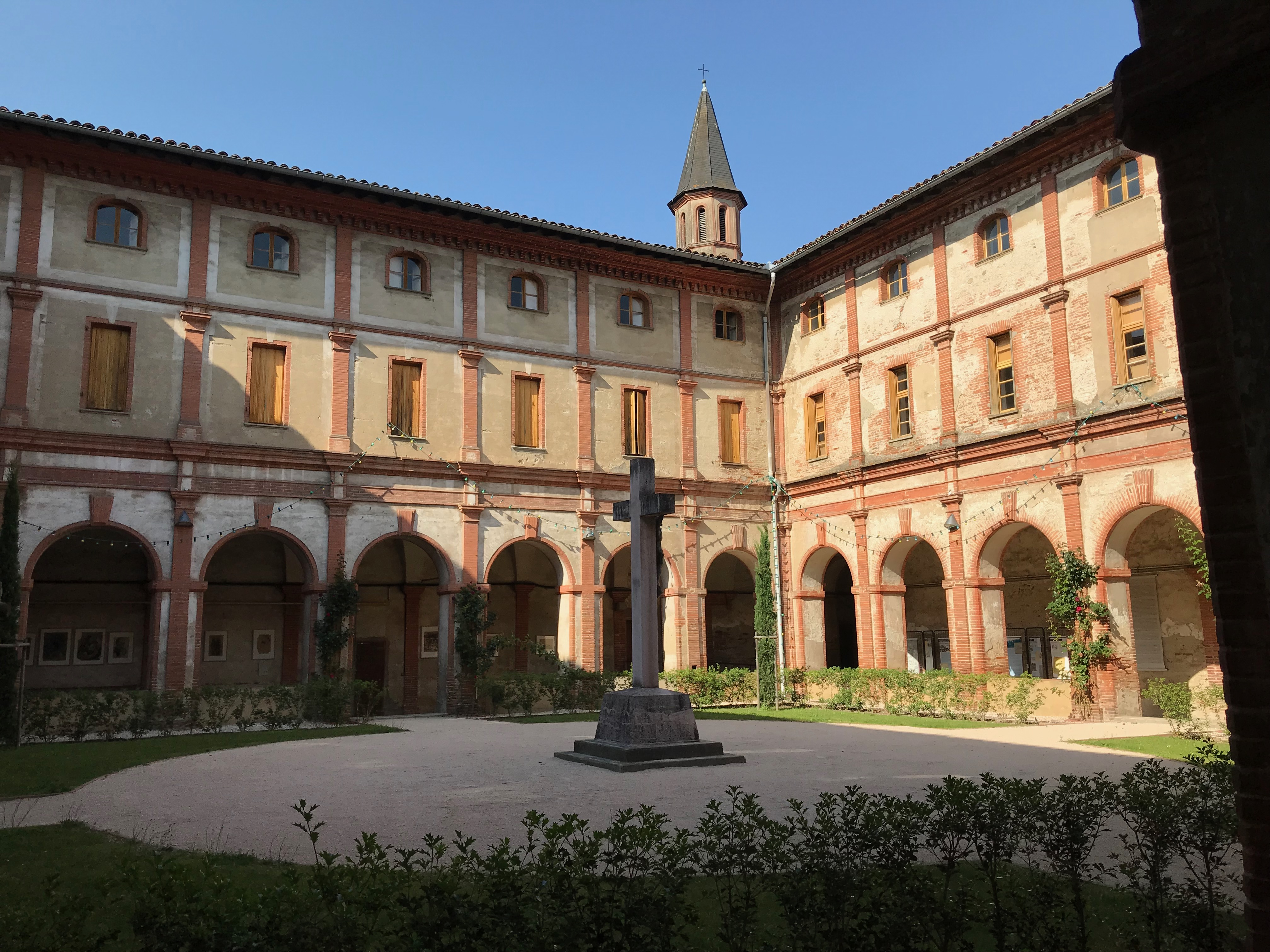
Le cloître du carmel.

Quand elles ont eu une surface suffisante, elles ont construit les deux ailes du monastère à partir de 1685 en y intégrant ces maisons pour 40 458 livres. Le monastère a pu accueillir trente religieuses dans les cellules du premier étage. Les religieuses sont enterrées dans le cloître dès 1692.
Les religieuses achetèrent le terrain pour construire la chapelle à partir de 1688. La construction de la chapelle du Carmel dédiée à la Transfiguration a été commencée en 1704 grâce à un don de Mgr de Verthamon, mais ils doivent s'arrêter faute de moyens. Les travaux sont repris vers 1750 en utilisant la dot de 3 600 livres de mademoiselle de Saint-Félix entrée en religion sous le nom de Gabrielle-Thérèse de Jésus, et la dot de 2 000 livres de mademoiselle de Gudanes entrée en religion sous le nom de Anne-Thérèse de Jésus. Le marquis de Gudanes a envoyé par l'Ariège les bois nécessaires à la charpente. Le maître autel a été consacré le 19 avril 1762 par Jacques de Cérisy, évêque de Lombez. Louis de Fraxine a donné le retable du maître autel qui représente la Transfiguration, une copie du tableau de Raphaël par le peintre toulousain Jean-Baptiste Despax. À gauche de ce tableau, Despax a représenté L'Apparition du Christ à saint Jean de la Croix, à droite La Transverbération de sainte Thérèse d'Avila. Le retable est couronné par une Vierge tenant le Christ mort sur ses genoux. Le retable a coûté 7 500 livres.
Le décret du 19 février 1790 de l'Assemblée constituante a supprimé les ordres et congrégations religieuses. Le monastère est devenu propriété de la Nation en 1793 après la sécularisation des religieuses qui l'occupaient. Les bâtiments du Carmel furent utilisés comme prison pendant la Révolution. Le département de l'Ariège le met en vente comme bien national le 13 messidor an IV (1er juillet 1796). Il est acheté par la demoiselle Marie Remaury 24 000 francs. Le 5 messidor an XIII (24 juin 1805), la demoiselle Remuary a cédé plusieurs parties du couvent permettant d'y établir des écoles ou donné à bail ou à loyer d'autres parties. Elle a vendu ce qui lui restait du monastère à Ursule Fraisse et Jeanne Bonhoure, anciennes religieuses carmélites 10 000 francs, permettant le retour des Carmélites. Ursule Fraisse et Jeanne Bonhoure ont alors racheté les autres parties du monastère. Par les testaments de Jeanne Bonhoure du 9 juin 1819 et d'Ursule Fraisse du 25 juin 1825, elles ont légué le monastère à des religieuses carmélites qui l'habitaient avec elles. En 1853, les héritiers de la dame Remaury ont attaqué en nullité la vente du 5 messidor an XIII comme n'étant qu'une donation déguisée à une communauté religieuse non autorisée. La cour de cassation a rejeté cet appel en 1856.

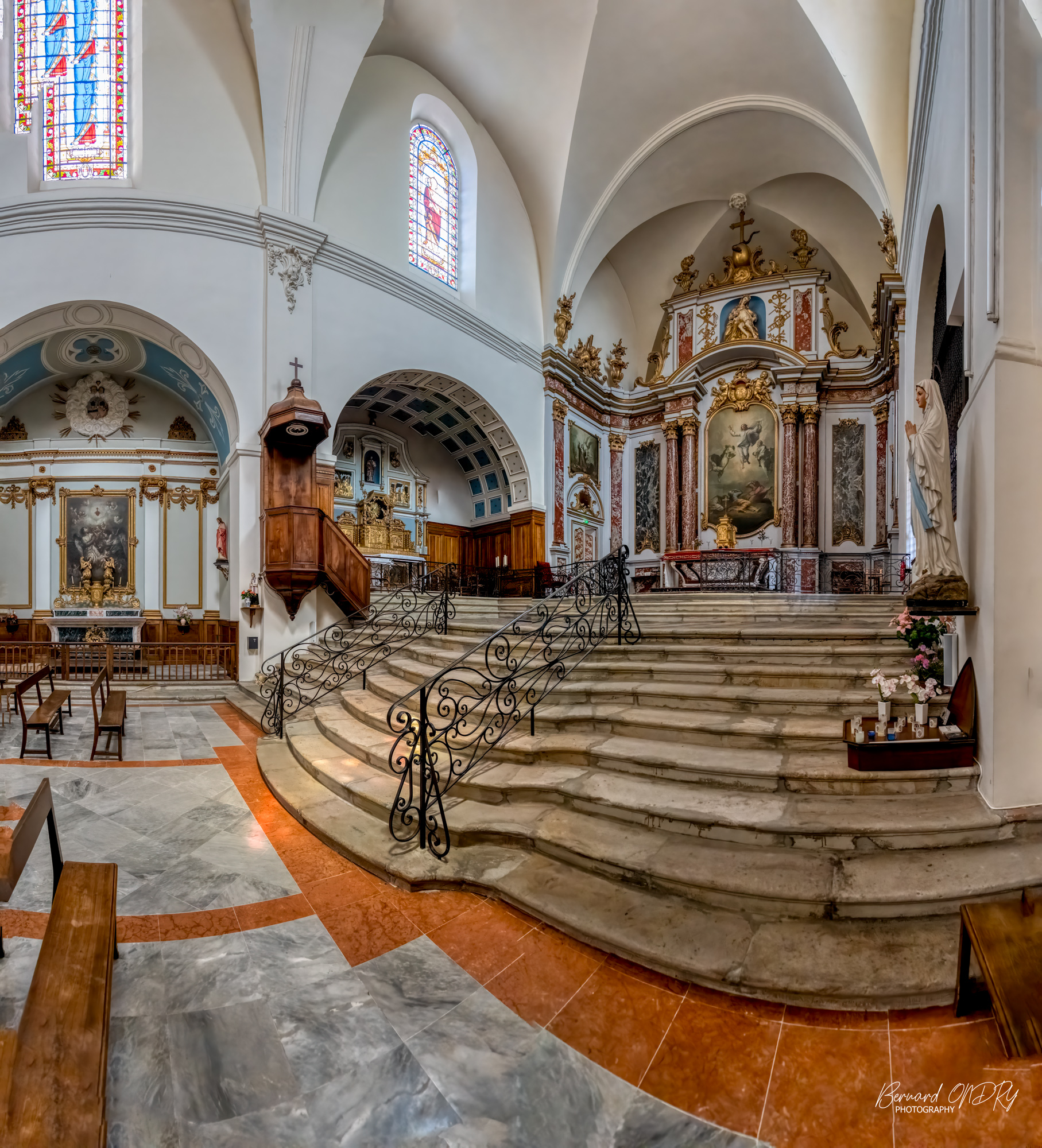
Le maître autel, chapelle du CARMEL.

Deux ailes du monastère sont ajoutées au XIXe siècle à celles construites au XVIIe siècle en leur donnant les mêmes façades.
Ne pouvant plus l'entretenir, les cinq dernières religieuses ont quitté le monastère le 18 novembre 2008 pour le monastère des carmélites de Luçon. La mairie de Pamiers a acquis la totalité du bâtiment en 2016.

## Description
La construction de la chapelle débuta en 1704 et s'étala sur plus d'un siècle faute de moyens. Elle a été admirablement entretenue par les sœurs carmélites. L'église reprend un plan traditionnel dans la région : nef unique et chapelles entre les contreforts de la nef. On y accède de la rue par des degrés. L'aménagement y est original, reprenant l'idée d'une ascension mystique, de l'entrée vers l'autel, situé en haut d'un escalier de marbre, à hauteur des cellules.

## Protection
Le monastère a été inscrit en totalité au titre des monuments historiques le 14 août 2009.